# 蜜野まこと
蜜野まこと（みつのまこと）は、日本の漫画家。東京都出身。

## 経歴
2012年に『耳鳴り』で第2回Cocohana新人まんが大賞銅賞を受賞し、『ココハナ』（集英社）でデビュー。
以降、集英社の少女漫画雑誌を中心に活動している。

## 作品リスト

### 連載作品
- サン・サイン・サイダー！！（『ココハナ』2015年8月号 - 10月号[3]） - 電子書籍化した際、『男友達が好きな人に変わった夏〜大学編〜』に改題。
- デジログ恋愛生活（『ココハナ』2017年7月号 - 2018年3月号[3]）
- お迎え渋谷くん（『ココハナ』2018年5月号 - 2020年12月号[3]）

### 読み切り
- 耳鳴り（『ココハナ』2012年10月号[3]） - デビュー作。
- 虹のサカナ（『ココハナ』2012年12月号[3]）
- アイスクリームと森のよる（『ココハナ』2014年2月号[3]）
- ちいさな冬の三角に（『ココハナ』2015年3月号[3]）
- 天クンのはなし（『ココハナ』2015年6月号[3]）
- リベロの王様（『ザ マーガレット』2016年6月号[3]）
- STAY GOLD（『ココハナ』2016年7月号[3]）
- 黒に溶けたキミの透明（『ココハナ』2016年8月号[3]）
- 迷彩グラデーション（『ココハナ』2016年10月号[3]）
- 夜が明けたら（『ココハナ』2017年3月号[3]）

### その他
- 人生ごっこ《フジテレビ》（ドラマ、2013年）一部ポスターデザイン[3]
- キャラクターを動かす！マンガストーリー講座《翔泳社》（書籍、2014年）一部イラスト[3]
- 魅力的な人物を作る！マンガキャラクター講座 日本語版・韓国語版《翔泳社》（書籍、2016年）一部イラスト[3]
- #声だけ天使《AbemaTV》（ドラマ、2018年）キャラクターデザイン[3]